# Океания

Австралия и Океания

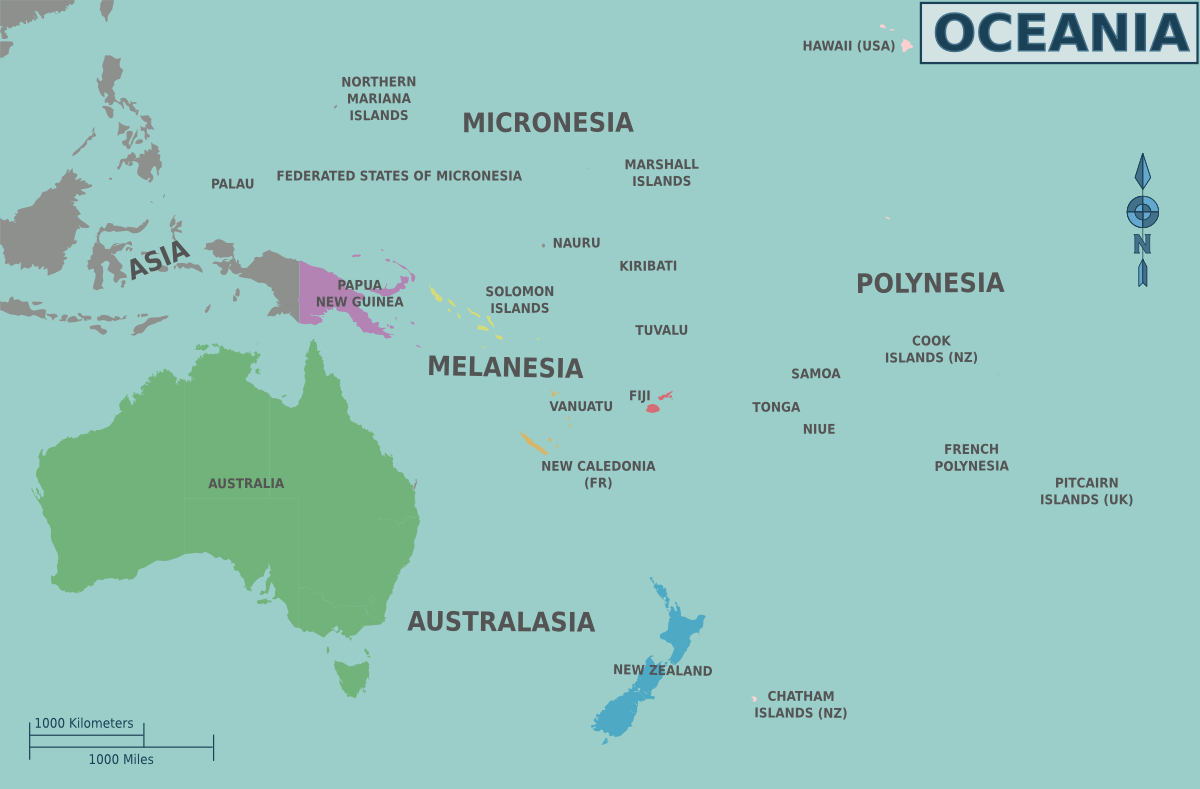
Австралия и Океания

Океа́ния — собирательное название обширного скопления островов и атоллов в центральной и западной частях Тихого океана. Границы Океании условны. Западной границей принято считать остров Новая Гвинея, восточной — остров Пасхи. Как правило, в Океанию не включают Австралию, а также острова и архипелаги юго-восточной Азии, Дальнего Востока и Северной Америки. В разделе географии, страноведение, Океанию изучает самостоятельная дисциплина — океанистика.
Термин «Океания» впервые употребил французский географ датского происхождения Конрад Мальт-Брюн.

## География

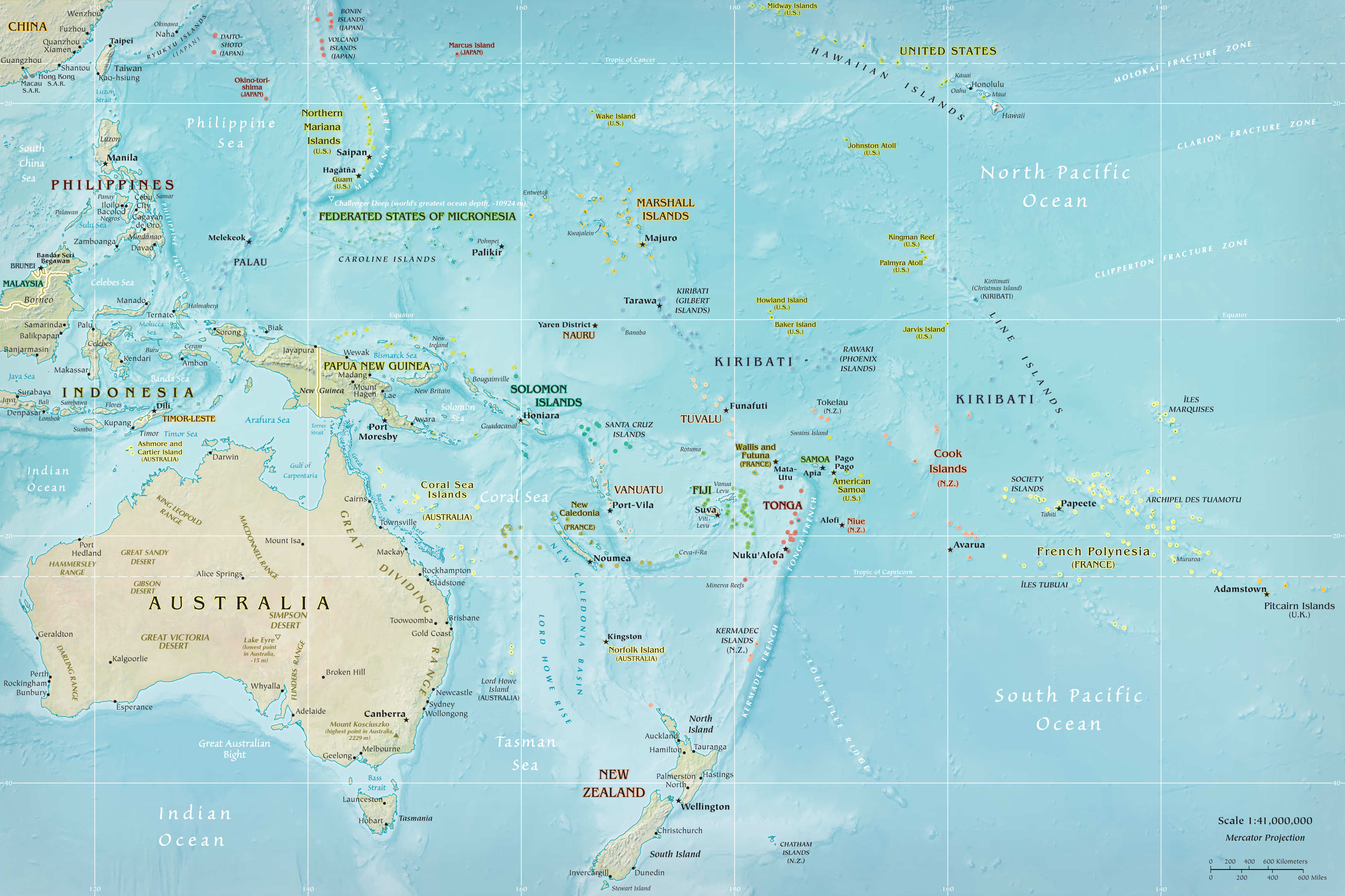
Физическая карта

Политическая карта

Океания представляет собой крупнейшее в мире скопление островов, расположенных в юго-западной и центральной частях Тихого океана, между субтропическими широтами Северного и умеренными Южного полушарий. При разделении всей суши на части света Океания обычно объединяется с Австралией в единую часть света Австралия и Океания, хотя иногда выделяется в самостоятельную часть света.
Географически Океания подразделяется на несколько регионов: Микронезию (на северо-западе), Меланезию (на западе), и Полинезию (на востоке); Новая Зеландия рассматривается отдельно.
Общая площадь островов Океании, наиболее крупным из которых является Новая Гвинея, составляет 1,26 млн км², население — около 15 млн чел. (2013 год). Океания по общей площади и по общей численности населения сравнима с африканским государством Чад.
Острова Океании омываются многочисленными морями Тихого (Коралловое море, Тасманово море, море Фиджи, море Коро, Соломоново море, Новогвинейское море, Филиппинское море) и Индийского океанов (Арафурское море).
Через Океанию проходит экватор и международная линия смены дат. Она представляет собой ломаную, большая часть которой проходит вдоль меридиана 180°.

### Морские течения
Через всю Океанию, вдоль экватора, проходят теплые Северное пассатное и Южное пассатное течения и Межпассатное противотечение. В юго-западной части Океании проходит теплое Восточно-Австралийское течение. Характерным для Океании является отсутствие холодных морских течений (за исключением зоны Тихого океана к юго-востоку от Новой Зеландии), что во многом определяет климат данного региона.

### Государства
| Название региона, стран и флаг страны | Площадь (км²) | Население (оценка на 1 июля 2002) | Плотность населения (чел./км²) | Столица      | Денежная единица                  |
| ------------------------------------- | ------------- | --------------------------------- | ------------------------------ | ------------ | --------------------------------- |
| Австралия                             | 7 692 024     | 21 050 000                        | 2,5                            | Канберра     | австралийский доллар (AUD)        |
| Вануату                               | 12 190        | 196 178                           | 16,1                           | Порт-Вила    | вату (VUV)                        |
| Папуа — Новая Гвинея                  | 462 840       | 5 172 033                         | 11,2                           | Порт-Морсби  | кина (PGK)                        |
| Соломоновы Острова                    | 28 450        | 494 786                           | 17,4                           | Хониара      | доллар Соломоновых Островов (SBD) |
| Фиджи                                 | 18 274        | 856 346                           | 46,9                           | Сува         | фиджийский доллар (FJD)           |
| Кирибати                              | 811           | 96 335                            | 118,8                          | Южная Тарава | австралийский доллар (AUD)        |
| Маршалловы Острова                    | 181           | 73 630                            | 406,8                          | Маджуро      | доллар США (USD)                  |
| Науру                                 | 21            | 12 329                            | 587,1                          | нет          | австралийский доллар (AUD)        |
| Новая Зеландия                        | 268 680       | 4 108 037                         | 14,5                           | Веллингтон   | новозеландский доллар (NZD)       |
| Палау                                 | 458           | 19 409                            | 42,4                           | Нгерулмуд    | доллар США (USD)                  |
| Самоа                                 | 2935          | 178 631                           | 60,7                           | Апиа         | тала (WST)                        |
| Тонга                                 | 748           | 106 137                           | 141,9                          | Нукуалофа    | паанга (TOP)                      |
| Тувалу                                | 26            | 11 146                            | 428,7                          | Фунафути     | австралийский доллар (AUD)        |
| Федеративные Штаты Микронезии         | 702           | 135 869                           | 193,5                          | Паликир      | доллар США (USD)                  |

### Зависимые территории и регионы государств, основная часть которых находится за пределами Океании
| Название региона, страны и флаг страны | Площадь (км²) | Население (оценка на 1 июля 2002) | Плотность населения (чел./км²) | Административный центр | Денежная единица                      |
| -------------------------------------- | ------------- | --------------------------------- | ------------------------------ | ---------------------- | ------------------------------------- |
| Австралия                              |               |                                   |                                |                        |                                       |
| острова Ашмор и Картье (Австралия)     | 5             | необитаем                         | —                              | —                      |                                       |
| острова Кораллового моря (Австралия)   | 7             | необитаем                         | —                              | —                      |                                       |
| Норфолк (Австралия)                    | 35            | 1866                              | 53,3                           | Кингстон               | австралийский доллар (AUD)            |
| Меланезия                              |               |                                   |                                |                        |                                       |
| Западная Новая Гвинея (Индонезия)      | 424 500       | 2 646 489                         | 6                              | Джаяпура, Маноквари    | индонезийская рупия (IDR)             |
| Новая Каледония (Франция)              | 18 575        | 207 858                           | 10,9                           | Нумеа                  | французский тихоокеанский франк (XPF) |
| Микронезия                             |               |                                   |                                |                        |                                       |
| Гуам (США)                             | 541           | 160 796                           | 292,9                          | Хагатна                | доллар США (USD)                      |
| Северные Марианские Острова (США)      | 463,63        | 77 311                            | 162,1                          | Сайпан                 | доллар США (USD)                      |
| Уэйк (США)                             | 7,4           | —                                 | —                              | —                      |                                       |
| Полинезия                              |               |                                   |                                |                        |                                       |
| Американское Самоа (США)               | 199           | 68 688                            | 345,2                          | Паго-Паго, Фагатого    | доллар США (USD)                      |
| Бейкер (США)                           | 1,24          | необитаем                         | —                              | —                      |                                       |
| Гавайи (США)                           | 28 311        | 1 211 537                         | 72,83                          | Гонолулу               | доллар США (USD)                      |
| Джарвис (США)                          | 4,45          | необитаем                         | —                              | —                      |                                       |
| Джонстон (США)                         | 2,52          | —                                 | —                              | —                      |                                       |
| Кингмен (США)                          | 0,01          | необитаем                         | —                              | —                      |                                       |
| Мидуэй (США)                           | 6,23          | —                                 | —                              | —                      |                                       |
| Ниуэ (Новая Зеландия)                  | 261,46        | 2134                              | 8,2                            | Алофи                  | новозеландский доллар (NZD)           |
| Острова Кука (Новая Зеландия)          | 236,7         | 20 811                            | 86,7                           | Аваруа                 | новозеландский доллар (NZD)           |
| Пальмира (США)                         | 6,56          | —                                 | —                              | —                      |                                       |
| Исла-де-Паскуа (Чили)                  | 163,6         | 3791                              | 23,1                           | Анга-Роа               | чилийский песо (CLP)                  |
| Питкэрн (Великобритания)               | 47            | 67                                | 1,4                            | Адамстаун              | новозеландский доллар (NZD)           |
| Токелау (Новая Зеландия)               | 10            | 1431                              | 143,1                          | —                      | новозеландский доллар (NZD)           |
| Уоллис и Футуна (Франция)              | 274           | 15 585                            | 56,9                           | Мата-Уту               | французский тихоокеанский франк (XPF) |
| Французская Полинезия (Франция)        | 4167          | 257 847                           | 61,9                           | Папеэте                | французский тихоокеанский франк (XPF) |
| Хауленд (США)                          | 1,62          | необитаем                         | —                              | —                      |                                       |

### Острова и атоллы

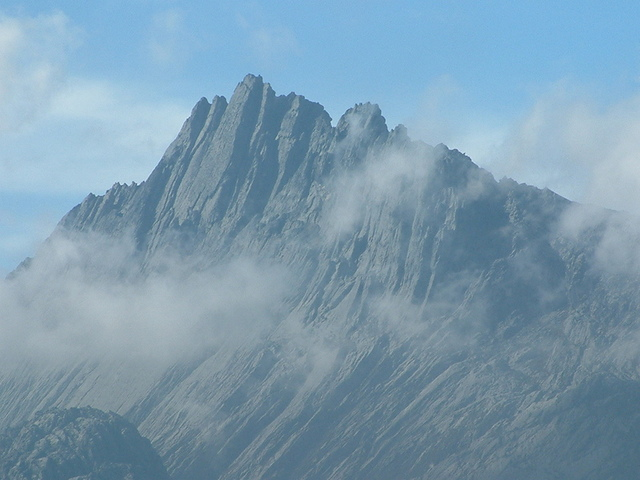
Гора Джая в Западной Новой Гвинее (Индонезия) — высочайшая точка Океании

Океания не является континентом: лишь Новая Каледония, Новая Зеландия, Новая Гвинея и Тасмания имеют континентальное происхождение, сформировавшись на месте гипотетического материка Гондвана. В прошлом эти острова представляли собой единую сушу, однако в результате поднятия уровня Мирового океана значительная часть поверхности оказалась под водой. Рельеф этих островов гористый и сильно расчленённый. Например, высочайшие горы Океании, в том числе, гора Джая (5029 м), расположены на острове Новая Гвинея.
Большинство островов Океании имеют вулканическое происхождение: часть из них представляют собой вершины крупных подводных вулканов, некоторые из которых до сих пор проявляют высокую вулканическую активность (например, Гавайские острова).
Другие же острова имеют коралловое происхождение, являясь атоллами, которые сформировались в результате образования коралловых построек вокруг погрузившихся под воду вулканов (например, острова Гилберта, Туамоту). Отличительной особенностью таких островов являются крупные лагуны, которые окружены многочисленными островками, или моту, средняя высота которых не превышает трёх метров. В Океании расположен атолл с крупнейшей лагуной в мире — Кваджалейн в архипелаге Маршалловы острова. Несмотря на то, что его площадь суши составляет всего 16,32 км² (или 6,3 кв. мили), площадь лагуны — 2174 км² (или 839,3 кв. мили). Крупнейшим же атоллом по площади суши является остров Рождества (или Киритимати) в архипелаге Лайн (или Центральные Полинезийские Спорады) — 322 км². Однако среди атоллов встречается и особый тип — поднятый (или приподнятый) атолл, который представляет собой известняковое плато высотой до 50—60 м над уровнем океана. У этого типа острова лагуна отсутствует или имеются следы её прошлого существования. Примерами таких атоллов могут служить Науру, Ниуэ, Банаба.
Рельеф и геологическая структура дна Тихого океана в районе Океании имеет сложную структуру. От полуострова Аляска (является частью Северной Америки) до Новой Зеландии расположилось большое количество котловин окраинных морей, глубоководных океанических желобов (Тонга, Кермадек, Бугенвильский), которые образуют геосинклинальный пояс, характеризующийся активным вулканизмом, сейсмичностью и контрастным рельефом.
На большинстве островов Океании полезные ископаемые отсутствуют, только на наиболее крупных из них ведутся разработки: никеля (Новая Каледония), нефти и газа (остров Новая Гвинея, Новая Зеландия), меди (остров Бугенвиль в Папуа — Новой Гвинее), золота (Новая Гвинея, Фиджи), фосфаты (на большинстве островов месторождения почти или уже выработаны, например, в Науру, на островах Банаба, Макатеа). В прошлом на многих островах региона велась активная разработка гуано, разложившегося помёта морских птиц, который использовался в качестве азотного и фосфорного удобрения. На океаническом дне исключительной экономической зоны ряда стран находятся крупные скопления железо-марганцевых конкреций, а также кобальта, однако в настоящий момент каких-либо разработок из-за экономической нецелесообразности не ведётся.

### Климат

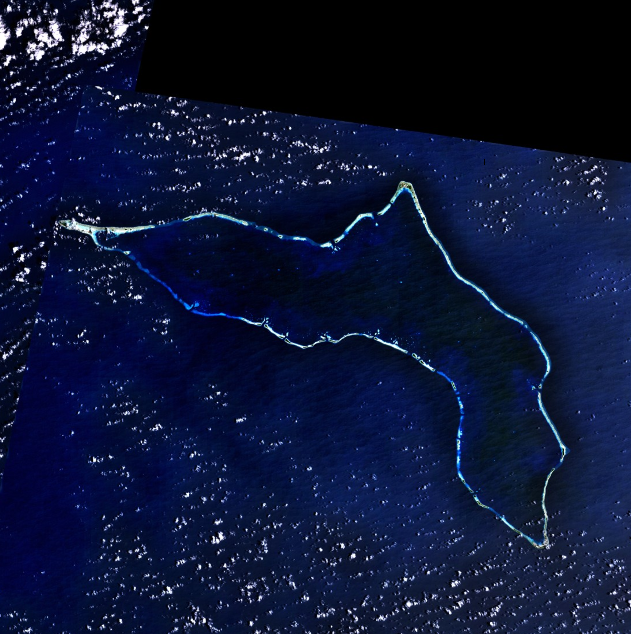
Космический снимок атолла Кваджалейн

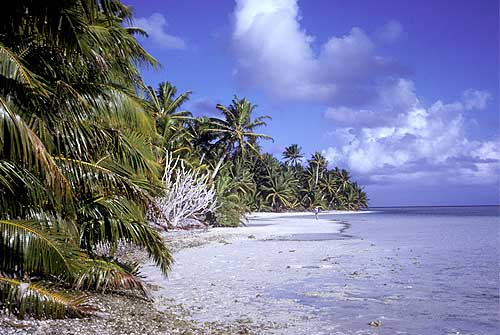
Побережье атолла Каролайн (острова Лайн, Кирибати)

Океания расположена в пределах нескольких климатических поясов: экваториального, субэкваториального, тропического, субтропического, умеренного. На большей части островов преобладает тропический климат. Субэкваториальный климат господствует на островах вблизи Австралии и Азии, а также к востоку от 180 меридиана в зоне экватора, экваториальный — к западу от 180 меридиана, субтропический — к северу и югу от тропиков, умеренный — на большей части Южного острова в Новой Зеландии.
Климат островов Океании определяется преимущественно пассатами, поэтому на большинстве из них выпадают обильные осадки. Среднегодовое количество осадков варьируется от 1500 до 4000 мм, хотя на некоторых островах (в частности, из-за особенностей рельефа и на подветренной стороне) климат может быть более засушливым или более влажным. В Океании расположено одно из самых влажных мест планеты: на восточном склоне горы Ваиалеале на острове Кауаи ежегодно выпадает до 11 430 мм осадков (абсолютный максимум был достигнут в 1982 году: тогда выпало 16 916 мм). Вблизи тропиков средняя температура составляет около 23 °C, у экватора — 27 °C, с незначительной разницей между самым жарким и самым холодным месяцами.
На климат островов Океании большое влияние также оказывают такие аномалии как течения Эль-Ниньо и Ла-Нинья. Во время Эль-Ниньо межтропическая зона конвергенции движется на север в сторону экватора, при Ла-Нинье — на юг в сторону от экватора. В последнем случае на островах наблюдается сильная засуха, в первом же — сильные дожди.
Большинство островов Океании подвержено губительному воздействию природных катаклизмов: вулканических извержений (Гавайские острова, Новые Гебриды), землетрясений, цунами, циклонов, сопровождающихся тайфунами и сильными дождями, засух. Многие из них ведут к существенным материальным и человеческим потерям. Например, в результате цунами в Папуа — Новой Гвинее в июле 1999 года погибло 2200 человек.
На Южном острове в Новой Зеландии и на острове Новая Гвинея высоко в горах имеются ледники, однако из-за процесса глобального потепления происходит постепенное сокращение их площади.

### Почвы, реки и озёра

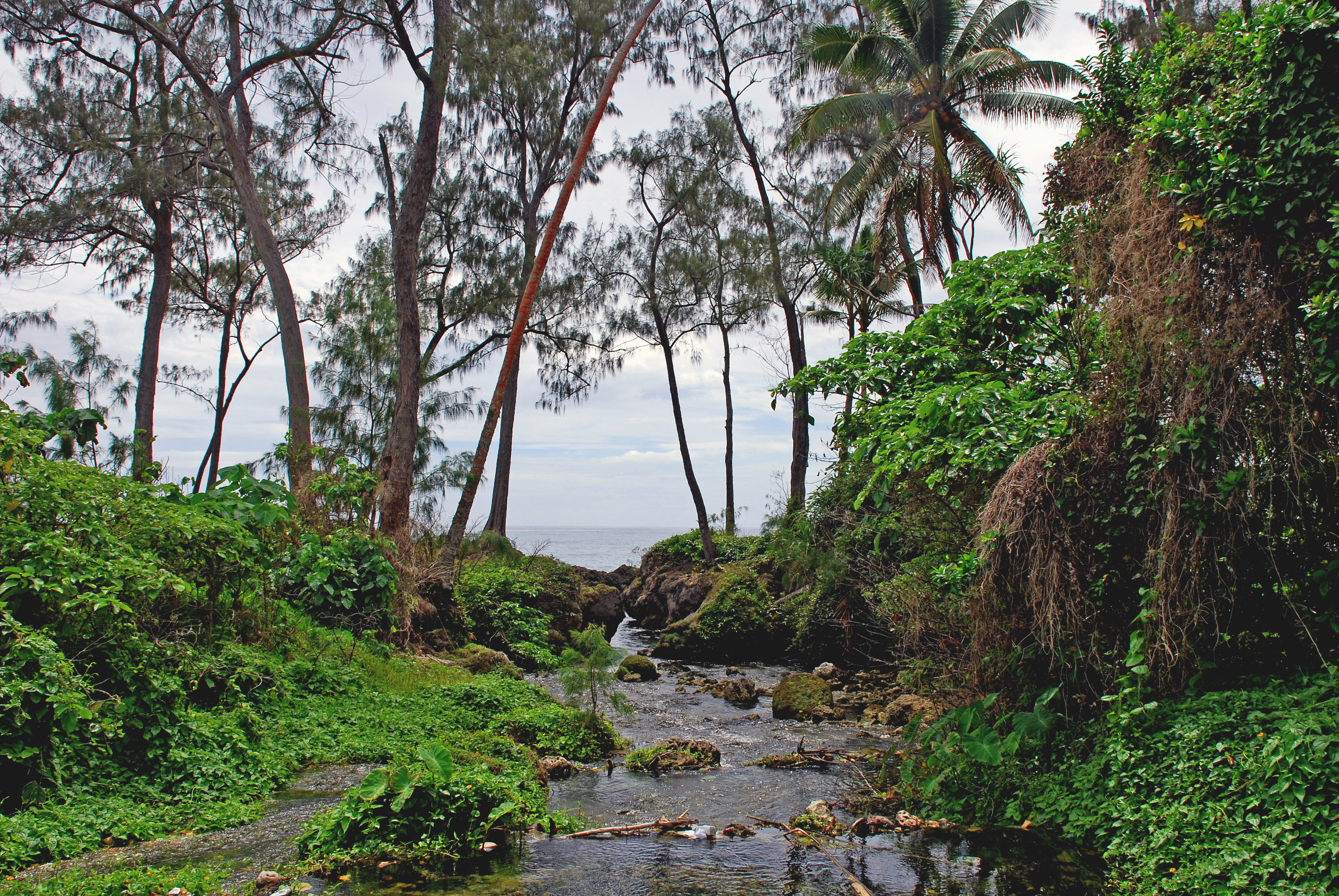
Ручей на острове Эфате (Вануату)

Из-за различных климатических условий почвы Океании очень разнообразные. Почвы атоллов высоко щёлочные, кораллового происхождения, весьма бедные. Обычно они пористые, из-за чего очень плохо задерживают влагу, а также содержат очень мало органических и минеральных веществ за исключением кальция, натрия и магния. Почвы вулканических островов, как правило, имеют вулканическое происхождение и отличаются высоким плодородием. На крупных гористых островах встречаются красно-жёлтые, горные латеритные, горно-луговые, жёлто-бурые почвы, желтозёмы, краснозёмы.
Крупные реки есть только на Южном и Северном острове Новой Зеландии, а также на острове Новая Гвинея, на котором расположены крупнейшие реки Океании, Сепик (1126 км) и Флай (1050 км). Крупнейшая река Новой Зеландии — Уаикато (425 км). Питание рек преимущественно дождевое, хотя в Новой Зеландии и на Новой Гвинее реки также подпитываются водами от тающих ледников и снега. На атоллах реки и вовсе отсутствуют из-за высокой пористости почв. Вместо этого дождевая вода, просачиваясь сквозь почву, образует линзу слегка солоноватой воды, добраться до которой можно, выкопав колодец. На более крупных островах (как правило, вулканического происхождения) встречаются небольшие потоки воды, которые текут в сторону океана.
Наибольшее количество озёр, в том числе, термальных, находится в Новой Зеландии, где также имеются гейзеры. На других островах Океании озёра — большая редкость.

## Флора и фауна

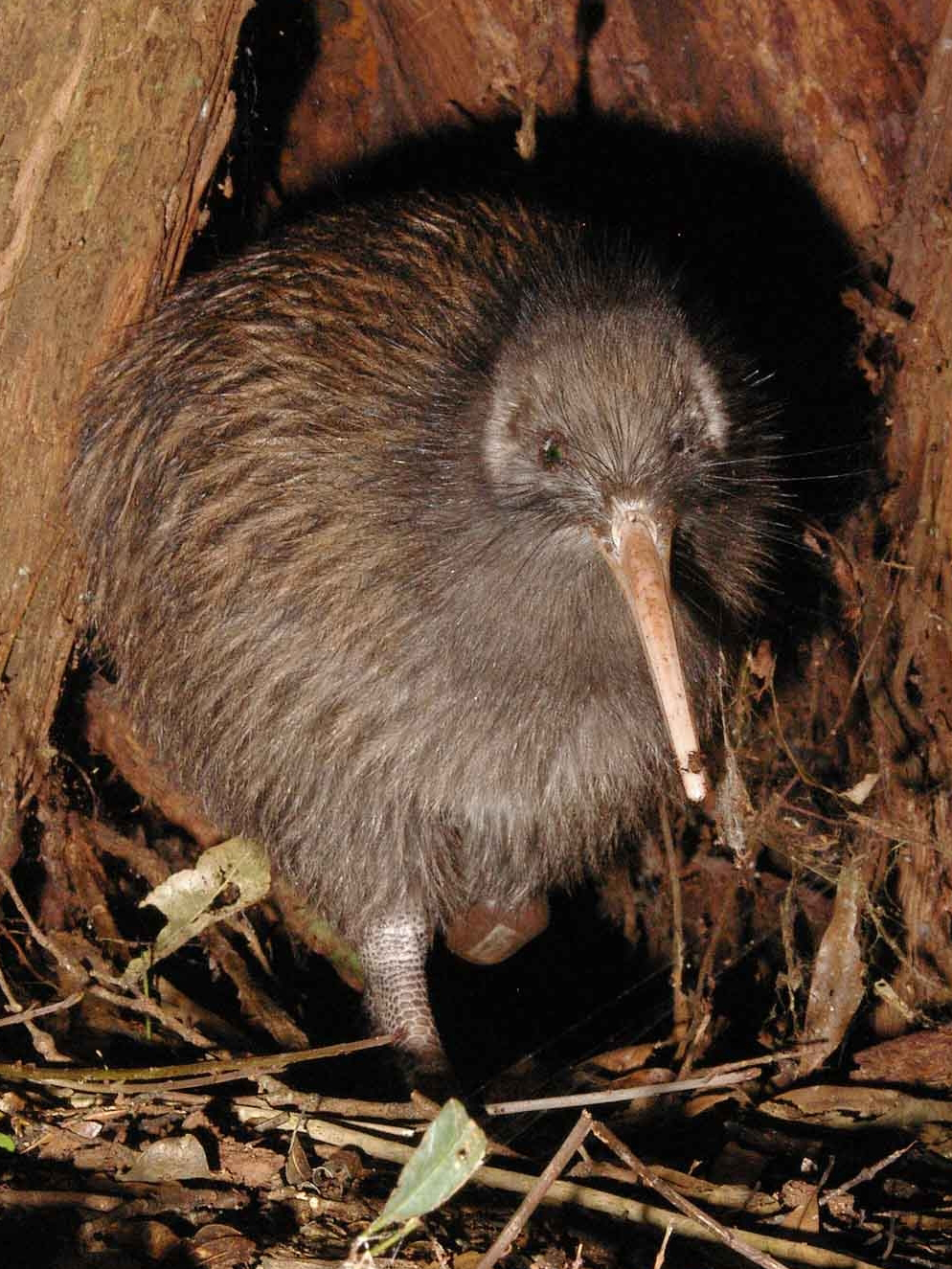
Киви — символ Новой Зеландии

Океания входит в Палеотропическую область растительности, при этом выделяются три подобласти: меланезийско-микронезийская, гавайская и новозеландская. Среди наиболее широко распространённых растений Океании выделяются кокосовая пальма и хлебное дерево, которые играют важную роль в жизни местных жителей: плоды используются в пищу, древесина является источником тепла, строительным материалом, из маслянистого эндосперма орехов кокосовой пальмы производят копру, которая составляет основу экспорта стран этого региона. На островах также произрастает большое количество эпифитов (папоротники, орхидеи). Наибольшее число эндемиков (как представителей флоры, так и фауны) зарегистрировано в Новой Зеландии и на Гавайских островах, при этом с запада на восток происходит уменьшение количества видов, родов и семейств растений.
Животный мир Океании относится к Полинезийской фаунистической области с подобластью Гавайских островов. Фауна Новой Зеландии выделяется в самостоятельную область, Новой Гвинеи — в Папуасскую подобласть Австралийской области. Наибольшим разнообразием отличаются Новая Зеландия и Новая Гвинея. На маленьких островах Океании, прежде всего, атоллах, млекопитающие почти не встречаются: на многих из них обитает только малая крыса. Зато очень богата местная орнитофауна. На большинстве атоллов расположились птичьи базары, где гнездятся морские птицы. Из представителей фауны Новой Зеландии наиболее известными являются птицы киви, ставшие национальным символом страны. Другие эндемики страны — кеа (лат. Nestor notabilis, или нестор), какапо (лат. Strigops habroptilus, или совиный попугай), такахе (лат. Notoronis hochstelteri, или бескрылая султанка). На всех островах Океании обитает большое количество ящериц, змей и насекомых.
В ходе европейской колонизации островов на многие из них были завезены чужеземные виды растений и животных, что негативно сказалось на местной флоре и фауне.
На территории региона расположено большое количество охраняемых территорий, многие из которых занимают значительные площади. Например, острова Феникс в Республике Кирибати c 28 января 2008 года являются крупнейшим в мире морским заповедником (площадь составляет 410 500 км²).

## История

### Доколониальный период

Хронология заселения Океании

Остров Новая Гвинея и близлежащие острова Меланезии были, предположительно, заселены выходцами из Юго-Восточной Азии, приплывшими на каноэ примерно 30—50 тысяч лет назад. Около 2—4 тысяч лет назад была заселена большая часть Микронезии и Полинезии. Процесс колонизации закончился примерно в 1200 году нашей эры. К началу XVI века народы Океании переживали период разложения первобытнообщинного строя и становления раннеклассового общества. Активно развивались ремёсла, сельское хозяйство, мореплавание.

### Российские мореплаватели в Океании

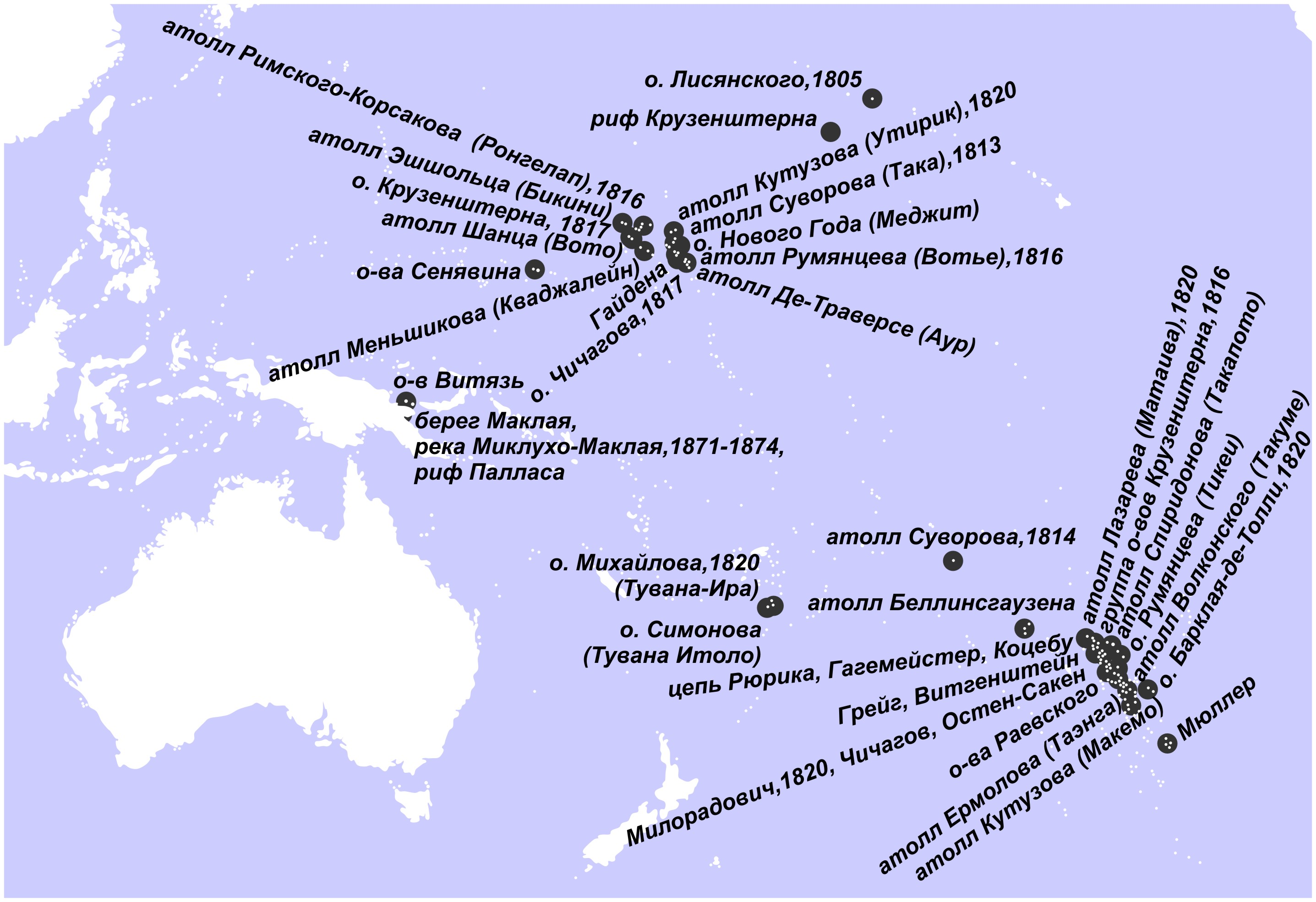
Имена россиян на карте тропической части Тихого океана. Источник:.

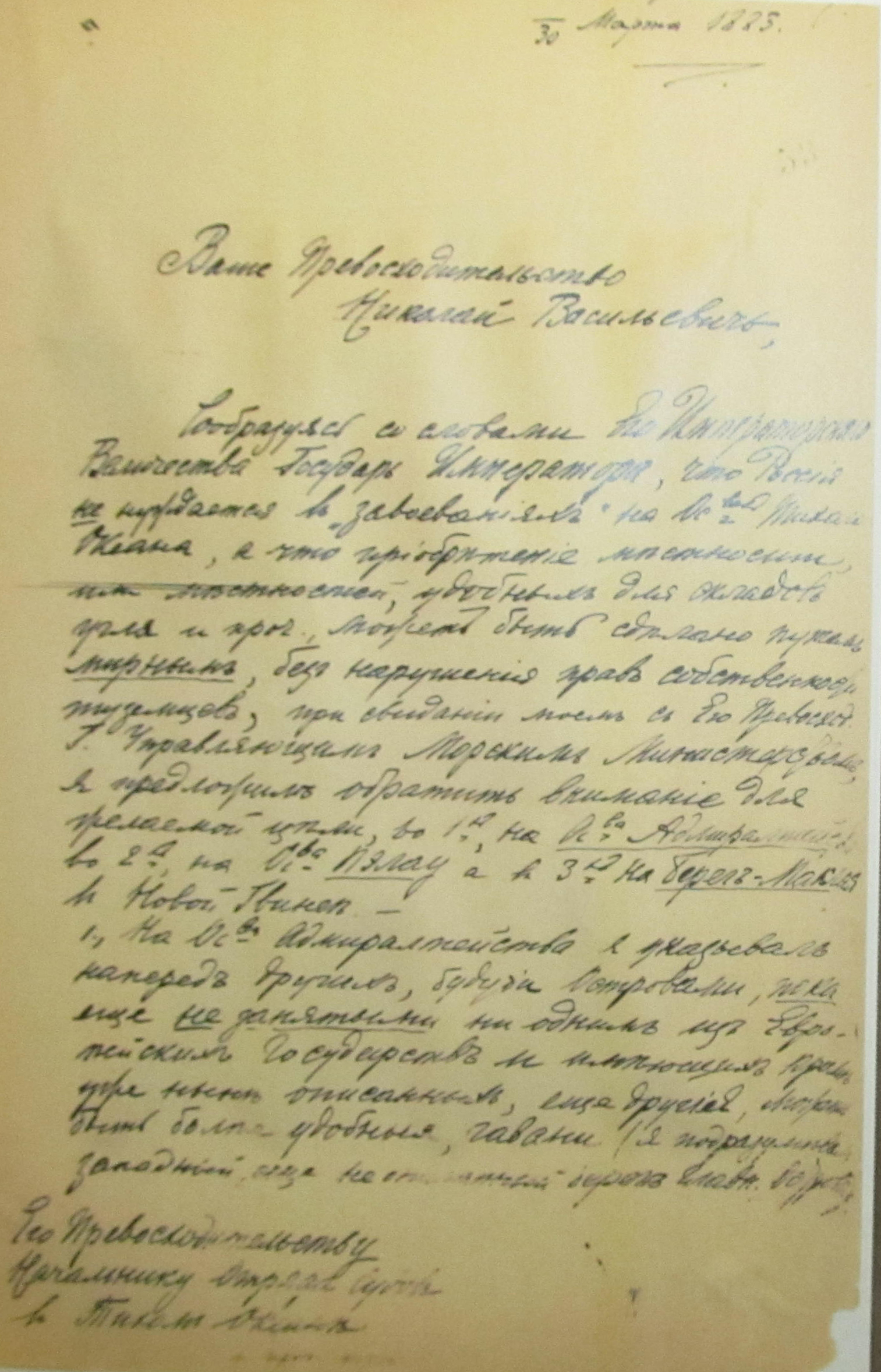
Письмо Н. Н. Миклухо-Маклая Начальнику отряда судов в Тихом океане с предложением о приобретении местностей на островах Тихого океана, удобных для складов угля, 30 марта 1873 года.

В Российской Империи после открытия В. Берингом в 1741 году северо-западного побережья Америки, купеческие компании при поддержке сибирской администрации до конца XVIII века организовали около 90 промысловых экспедиций в Тихий океан. Государством была учреждена Российско-американская компания (1799—1867 гг.), занимавшаяся административными вопросами и торговлей на Аляске и в Тихом Океане. В мае 1804 года к Гавайским островам подошли два корабля «Надежда» и «Нева». Это были первые корабли русских, совершавшие кругосветные плавания. В сердце тропической части Тихого океана есть атоллы и острова Россиян, Суворова, Кутузова, Лисянского, Беллинсгаузена, Лескова, Завадовского, Торсона, Барклай-де-Толли, риф Крузенштерна и многих других. Ещё одна отличительная сторона всех состоявшихся путешествий — взаимная дружелюбность в истории встреч русских и народов Тихого океана.

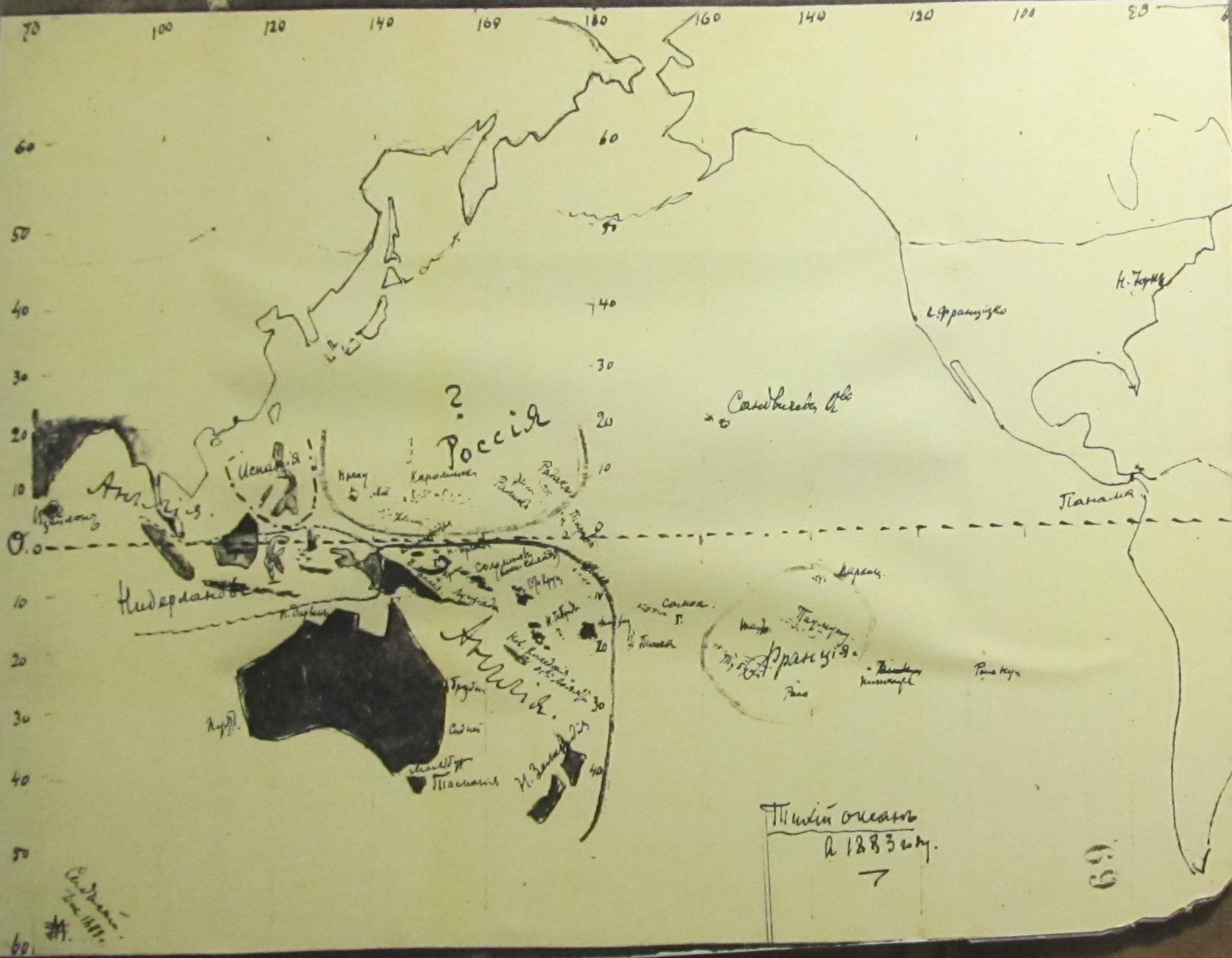
Карта Никола́я Никола́евича Миклу́хо-Макла́я предполагаемых территориальных приобретений России в Тихом океане, поданная в письме Александру III, декабрь 1883 год.

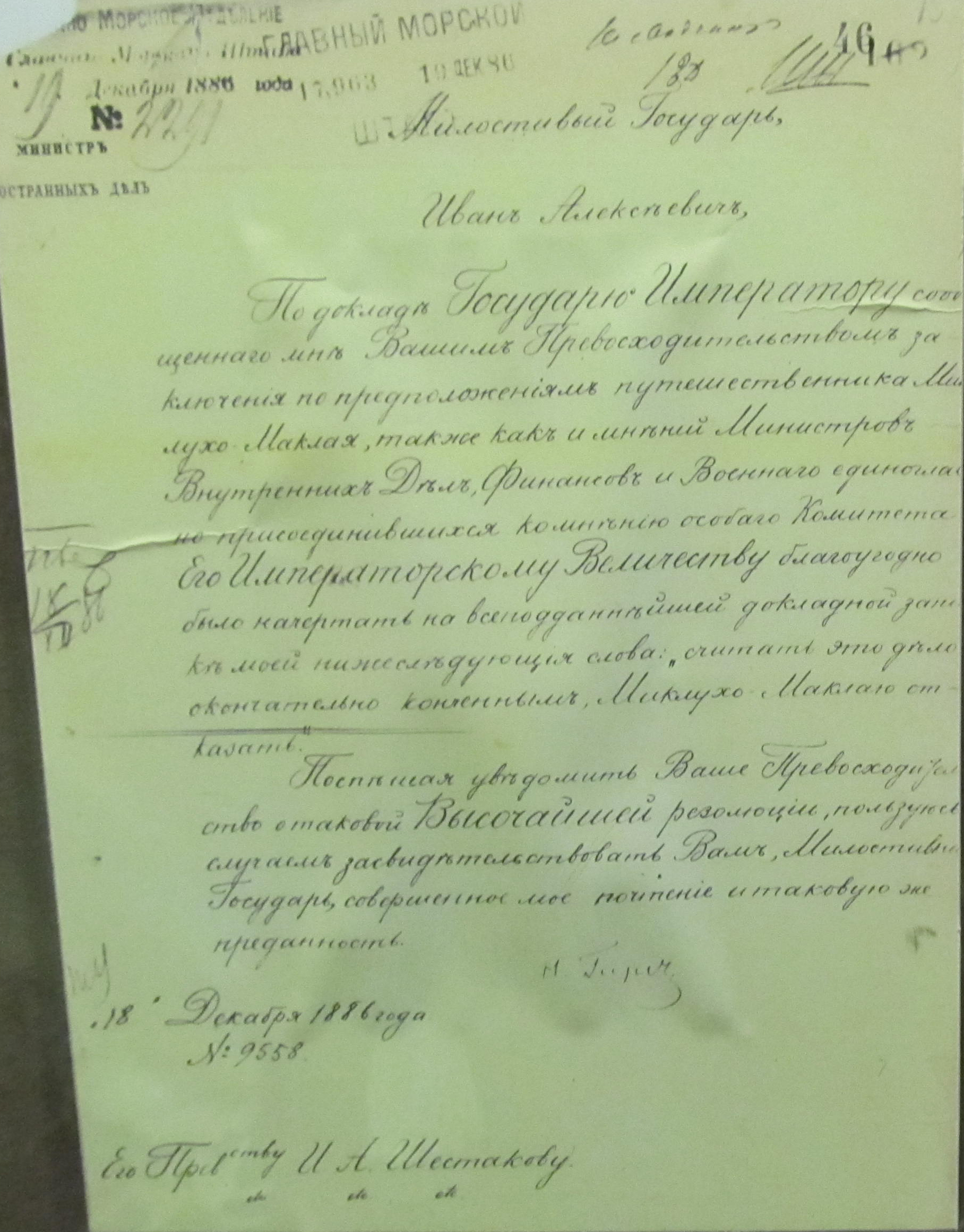
Письмо в Главный Морской Штаб из Министерства иностранных дел по поводу предложения Н. Н. Миклухо-Маклая о российских приобретениях в Тихом океане с резолюцией «…считать это дело окончательно конченным. Миклухо-Маклаю отказать», декабрь 1886 года.

На правах первого европейца, поселившегося на берегу залива Астролябия в Новой Гвинее и исследовавшего этот район, Н. Н. Миклухо-Маклай неоднократно вносил предложение мирно занять или взять под покровительство России ряд островов в Тихом океане. Русский учёный отправлял письма в Морское Министерство, Министерство иностранных дел, лично Императору Александру III.

### Колониальный период

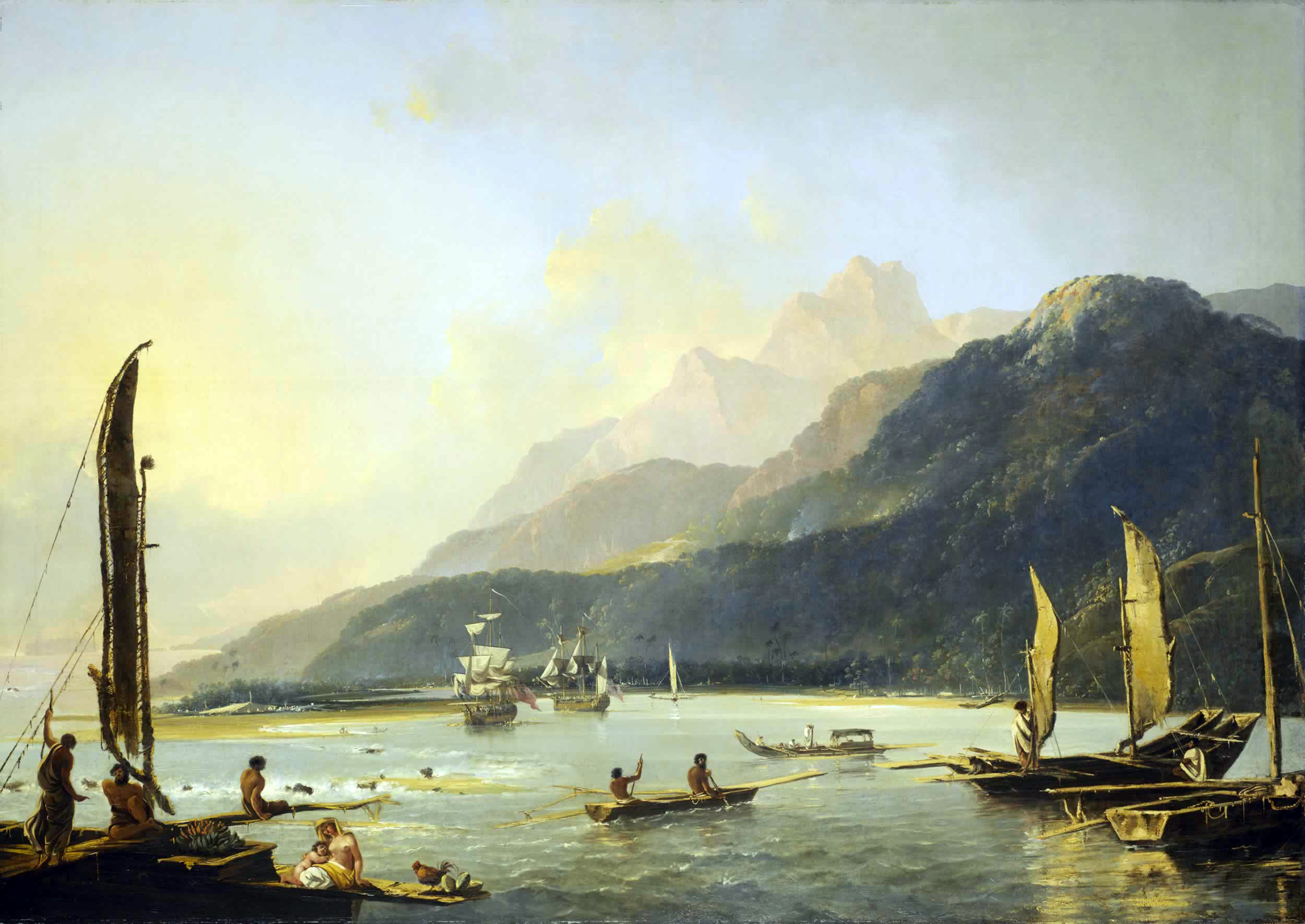
Корабли английского путешественника Джеймса Кука и каноэ туземцев в бухте Матаваи на острове Таити (Французская Полинезия), художник Уильям Ходжес, 1776

В период с XVI по XVIII века продолжался период изучения Океании европейцами, которые постепенно начали заселять острова. Однако процесс европейской колонизации шёл очень медленно, так как регион не вызывал особого интереса у чужеземцев из-за отсутствия природных богатств, и негативно сказался на местном населении: было завезено множество болезней, которых никогда не было в Океании, а это приводило к эпидемиям, в результате которых гибла значительная часть туземцев. Одновременно шла христианизация жителей, которые поклонялись многочисленным божествам и духам.
В XVIII—XIX веках происходил раздел островов Океании между колониальным державами, прежде всего, Британской империей, Испанией и Францией (впоследствии к ним присоединились США и Германская империя). Особый интерес у европейцев вызывала возможность создания плантаций на островах (кокосовой пальмы для производства копры, сахарного тростника), а также работорговля (так называемая «охота на чёрных дроздов», предполагавшая вербовку островитян для работы на плантациях).
В 1907 году Новая Зеландия стала доминионом, но формально она стала полностью самостоятельным государством лишь в 1947 году. После Первой мировой войны стали зарождаться первые политические организации («May» на Западном Самоа, «Фиджийская молодёжь» на Фиджи), боровшиеся за независимость колоний. В годы Второй мировой войны Океания была одним из театров военных действий, где произошло множество сражений (в основном между японскими и американскими войсками).
После войны в регионе произошли некоторые улучшения в экономике, однако в большинстве колоний она носила однобокий характер (преобладание плантационного хозяйства и практически полное отсутствие промышленности). С 1960-х годов начался процесс деколонизации: в 1962 году независимость получило Западное Самоа, в 1963 году — Западный Ириан, в 1968 году — Науру. Впоследствии большая часть колоний стала независимой.

### Постколониальный период
После обретения независимости основная часть стран Океании сохранила серьёзные экономические, политические и социальные проблемы, решение которых осуществляется при участии международных организаций (в том числе, ООН) и в рамках регионального сотрудничества. Несмотря на процесс деколонизации в XX веке, некоторые острова до сих пор остаются в той или иной мере зависимыми: Новая Каледония, Французская Полинезия и Уоллис и Футуна от Франции, острова Питкэрн от Великобритании, Острова Кука, Ниуэ, Токелау от Новой Зеландии, множество островов (все внешние малые острова, кроме острова Навасса) от США.

## Население

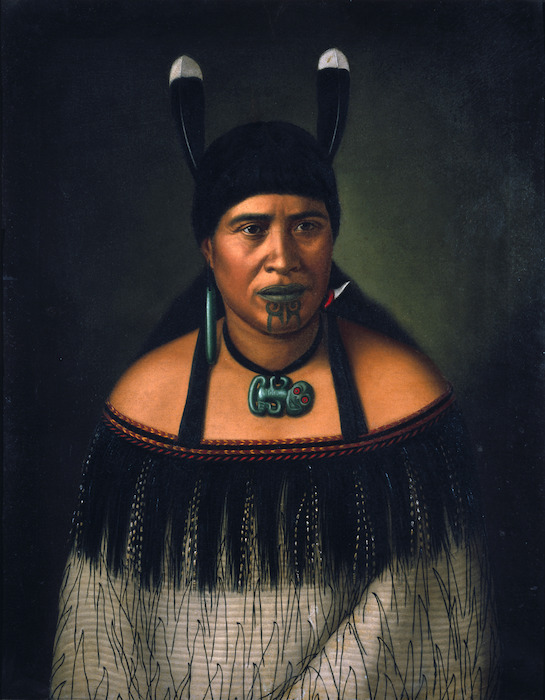
Портрет представительницы коренного народа Новой Зеландии — маори

Коренными жителями Океании являются полинезийцы, микронезийцы, меланезийцы и папуасы.
Полинезийцы, проживающие в странах Полинезии, имеют смешанный расовый тип, сочетающий черты австралоидной и монголоидной рас. Наиболее крупные народы Полинезии — гавайцы, самоанцы, таитяне, тонганцы, маори, маркизцы, рапануйцы и другие. Родные языки относятся к полинезийской подгруппе австронезийской семьи языков: гавайский, самоанский, таитянский, тонганский, маори, маркизский, рапануйский и другие. Характерные черты полинезийских языков — малое количество звуков, особенно согласных, изобилие гласных.
Микронезийцы проживают в странах Микронезии. Наиболее крупные народы — каролинцы, кирибати, маршалльцы, науру, чаморро и другие. Родные языки относятся к микронезийской группе австронезийской семьи языков: кирибати, каролинский, кусаие, маршалльский, науруанский и другие. Языки палау и чаморро относятся к западно-малайско-полинезийским, а япский образует отдельную ветвь в составе океанийских языков, куда относятся и микронезийские языки.
Меланезийцы проживают в странах Меланезии. Расовый тип — австралоидный, с небольшим монголоидным элементом, близки к папуасам Новой Гвинеи. Меланезийцы говорят на меланезийских языках, однако их языки в отличие от микронезийских и полинезийских не образуют отдельной генетической группировки, а языковая дробность очень велика, так что люди из соседних деревень могут друг друга не понимать.
Папуасы населяют остров Новая Гвинея и некоторые районы Индонезии. По антропологическому типу они близки к меланезийцам, но отличаются от них по языку. Не все папуасские языки родственны между собой. Общенациональным языком папуасов в Папуа — Новой Гвинее является креольский язык ток-писин на английской основе. По разным данным народов и языков папуасов насчитывается от 300 до 800. При этом существуют трудности в установлении разницы между отдельным языком и диалектом.
Многие языки Океании находятся на грани исчезновения. В повседневной жизни их всё больше вытесняет английский и французский языки.
Положение коренного населения в странах Океании различно. Если, например, на Гавайских островах их доля очень низкая, то в Новой Зеландии маори составляют до 15 % населения страны. Доля полинезийцев на Северных Марианских островах, расположенных в Микронезии, составляет около 21,3 %. В Папуа — Новой Гвинее большинство населения составляют многочисленные папуасские народы, хотя также высока доля выходцев с других островов региона.
В Новой Зеландии и на Гавайских островах большинство населения — европейцы, доля которых также высока в Новой Каледонии (34 %) и во Французской Полинезии (12 %). На островах Фиджи 38,2 % населения представлено индо-фиджийцами, потомками индийских контрактных работников, привезённых на острова британцами в XIX веке.
В последнее время в странах Океании возрастает доля выходцев из Азии (преимущественно китайцев и филиппинцев). Например, на Северных Марианских островах доля филиппинцев составляет 26,2 %, а китайцев — 22,1 %.
Население Океании в основном исповедует христианство, придерживаясь либо протестантской, либо католической ветви.

## Экономика

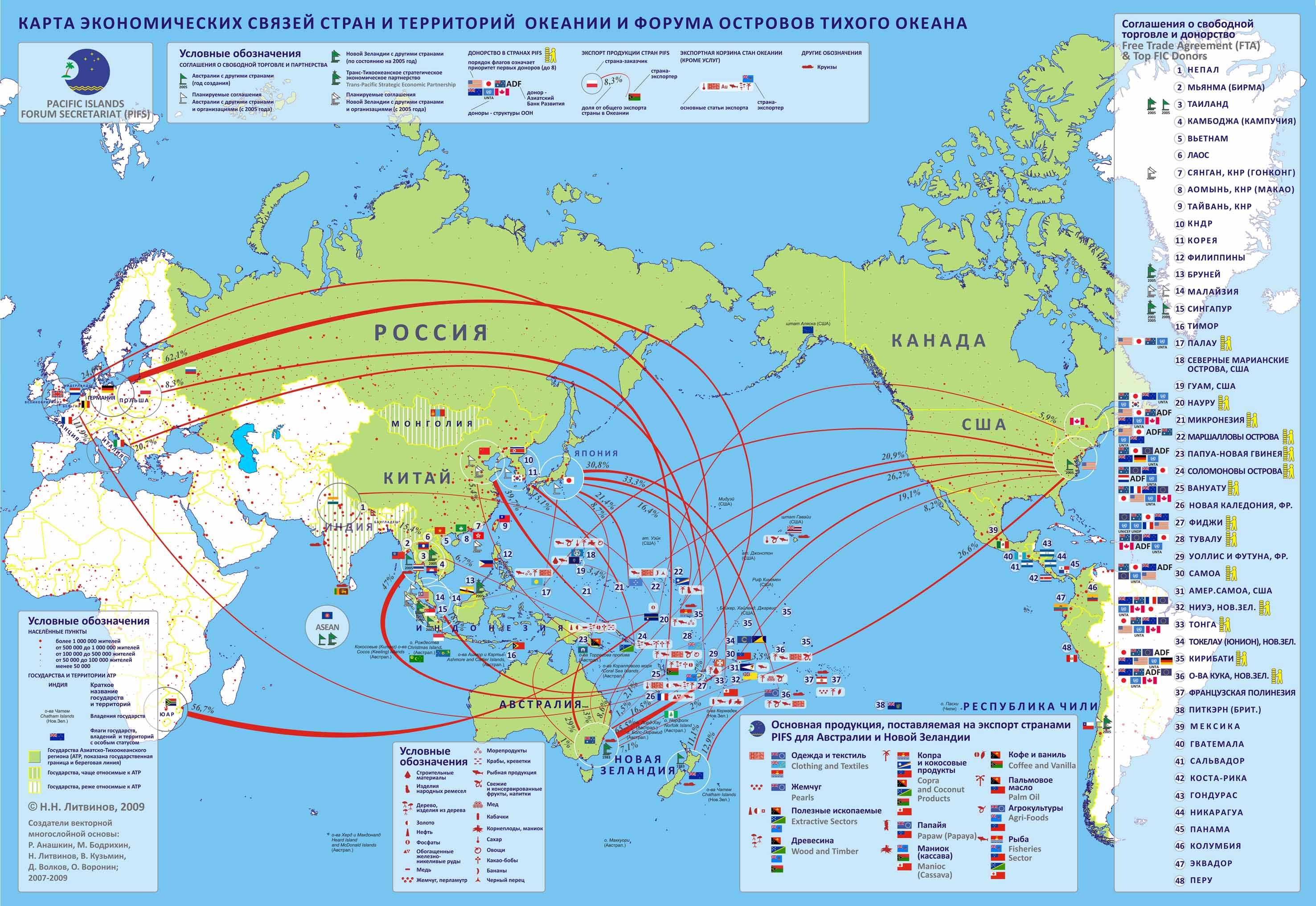
Экономика Океании. Донорство и экономические союзы. Источник:

Большинство стран Океании имеет очень специфичную экономику, что связано с несколькими причинами: ограниченностью природных богатств, отдалённостью от мировых рынков сбыта продукции, дефицитом высококвалифицированных специалистов. Многие государства зависят от финансовой помощи других стран.
Основу экономики большинства стран Океании составляет сельское хозяйство (производство копры и пальмового масла) и рыболовство. Среди наиболее важных сельскохозяйственных культур выделяются кокосовая пальма, бананы, хлебное дерево. Обладая огромными исключительными экономическими зонами и не имея крупного рыболовецкого флота, правительства стран Океании выдают лицензии на право вылова рыбы судам других государств (в основном, Японии, Тайваня, США), что значительно пополняет государственный бюджет. Горнодобывающая промышленность наиболее развита в Папуа — Новой Гвинее, Науру, Новой Каледонии, Новой Зеландии.
Значительная часть населения занята в государственном секторе. В последнее время проводятся меры по развитию туристического сектора экономики.
Из книги «Стратегический менеджмент на примере Азиатско-Тихоокеанского региона»:
Структура экономики островных стран Океании (карта «Экономика Океании. Донорство и экономические союзы») имеет свои особенности. Полезные ископаемые островов ещё мало изучены. По-прежнему на первом месте находится добыча различных ресурсов (в том числе – жемчуг), продукция сельского хозяйства, туризм (например, дайвинг на Палау), изготовление предметов национального искусства и мебели. На островах Фиджи найдены нефть и золото. Добыча фосфатов, изготовление минеральных и других удобрений ведётся на о. Науру. Папуа-Новая Гвинея богата золотом, медью, нефтью, ценной древесиной; ведётся ловля тунца, развито сельское хозяйство. Никель, марганец и хром добывают на острове Новая Каледония.
Активно развивается морской, океанический и воздушный транспорт. Труднодоступность территории объясняет наличие большого количества аэродромов и аэропортов. Авиалинии Океании обслуживают компании, которые состоят в партнёрских отношениях с голландской KLM и американской Northwest Airlines – это Pacific Island Aviation (Гуам) и Hawaiian Airlines (Northwest Airlines Service Partner). Air Tahiti Nui работает с 1996 года. Существенное увеличение пассажирооборота происходит, когда круизные компании открывают свои сезоны на океанический лайнерах. В парке воздушных судов региона присутствуют также лёгкие вертолёты и гидросамолёты, которые операторы используют для туристической анимации. Например, в Новой Зеландии компания Great Barrier Airlines практикует подобные полёты на острова из Окленда. Осуществляются полёты и на воздушных шарах. Наиболее популярны маршруты из Австралии на острова Французской Полинезии, острова Фиджи и Вануату. Отмечается невысокая стоимость билетов на местных линиях и достаточно высокий уровень цен на дальнемагистральных маршрутах.

Вместе с развитием транспорта улучшается инфраструктура и сфера услуг, увеличивается число рабочих мест. На островах построены лучшие в мире сети отелей – Ritz Carlton, Marriott, Four Seasons Hotels and Resorts, Sheraton, Shangri-La, Sofitel и др. На самом крупном из Кокосовых островов – Западном – находится аэропорт, который является важным связующим звеном на трассе Австралия – Южно-Африканская Республика. Основными занятиями жителей являются обслуживание аэропорта, возделывание кокосовой пальмы и производство копры. Страны Океании предоставляют банковские услуги, даже такие экзотические, как продажа монет и коллекционных марок (Тонга, Питкэрн, Острова Кука и др.). Кроме того, островам Океании значительный доход приносит обслуживание морских и воздушных баз, телескопов, космодромов, в т.ч. плавучих – Морской старт.

## Политика

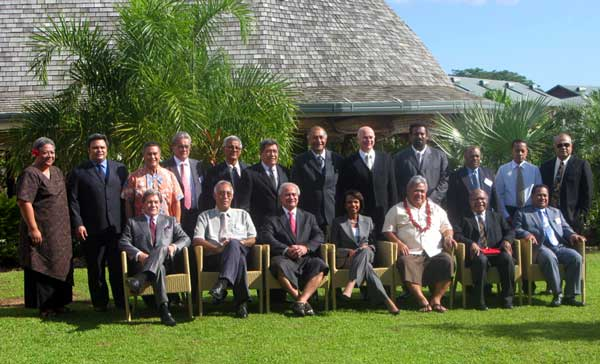
Лидеры стран Океании, 2018

В подавляющем большинстве государства Океании являются республиками. Единственным исключением является Тонга, конституционная монархия. В большинстве стран установилась многопартийная система, в некоторых государствах (Науру, Тувалу) политических партий вообще нет. Наиболее нестабильными в регионе являются политические режимы Фиджи и Соломоновых островов, где произошел ряд государственных переворотов. Внутриполитические конфликты подогреваются межэтническими противоречиями; иногда конфликты носят межгосударственный характер, когда дело заходит о спорных территориях. Так, в начале 2000-х годов обострился спор вокруг принадлежащего Кирибати острова Банаба, большая часть жителей которого в своё время была переселена на Фиджи из-за добычи фосфоритов.
В Океании наблюдается стремление к интеграции: большинство государств Океании являются членами Форума тихоокеанских островов. Однако в его состав также входят Австралия и Новая Зеландия, региональные лидеры, которые являются донорами экономик океанийских государств и их важнейшими партнерами.
В последнее время в Океании усиливается влияние Китая, который в период с 2006 по 2016 год предоставил 1,7 млрд долларов для финансирования 218 проектов в Тихом океане. За тот же период австралийская помощь оценивается в 7,7 млрд долларов. На китайские кредиты приходится более 60 % внешней задолженности Тонга, 50 % — Вануату.

## Культура

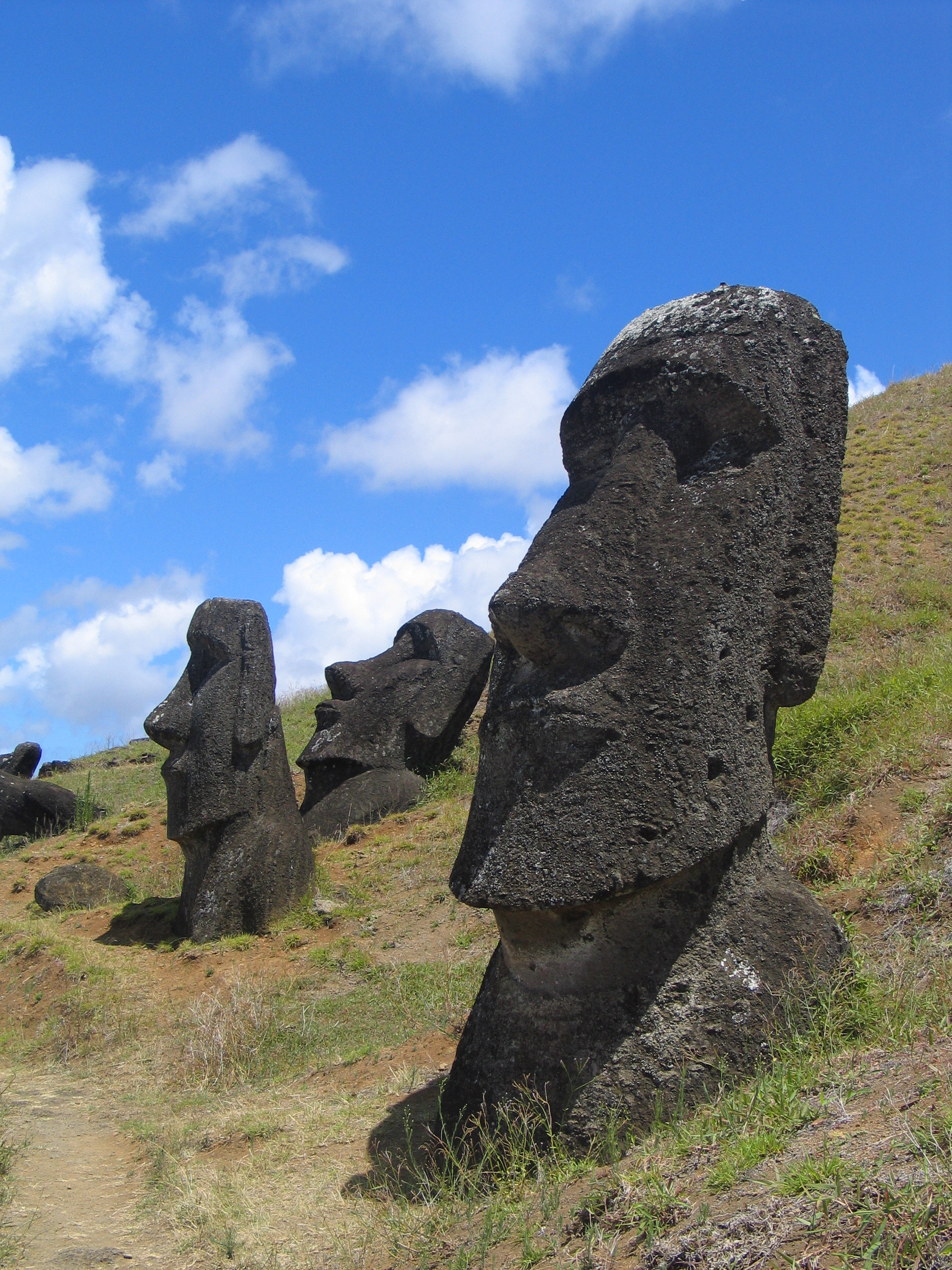
Моаи на острове Пасхи

Искусство Океании выработало самобытный стиль, который придаёт уникальность местной культуре.
В изобразительном искусстве полинезийцев главное место принадлежит резьбе по дереву и скульптуре. У маори резьба достигла высокого уровня, они украшали лодки, детали домов, вырезали статуи богов и предков, такая статуя стоит в каждой деревне. Основной мотив орнамента — спираль. Каменные статуи моаи создавали на острове Пасхи и на Маркизских островах. Из ремёсел наиболее важным было строительство лодок, так как они позволяли заниматься рыболовством и путешествовать на дальние расстояния (в связи с этим у полинезийцев развивалась астрономия). Среди полинезийцев широкое распространение получила татуировка. В качестве одежды служила тапа, которая изготавливалась из коры деревьев семейства тутовых. В Полинезии были развиты мифы, легенды, сказки, пение и танцы. Письменность, вероятно, была только на острове Пасхи (ронго-ронго), на других островах фольклор передавался устно.
У микронезийцев из видов искусства популярны пение и танцы. Каждое племя имеет свои мифы. В быту островитян главное место занимали суда — лодки. Были лодки разных типов: дибенил — парусная, валаб — большая весельная лодка. На островах Яп встречаются мегалиты. Особый интерес вызывает Нан-Мадол, известная как «микронезийская Венеция». Это целый город на воде, в лагуне на острове Понапе. На искусственных островках выстроены каменные сооружения.
У меланезийцев особого расцвета достигла резьба по дереву. В отличие от полинезийцев, меланезийцы не были так привязаны к морю, они были скорее жителями суши. Основной музыкальный инструмент — барабан, или тамтам. У папуасов распространены фольклор, песни, танцы, мифы. Песни и танцы очень просты. Пение называется мун, мелодия варьирует очень слабо. Важное значение имеет культ предков и черепов. Папуасы изготовляют корвары — изображения предков.